# Цветы для Алджернона (фильм)
«Цветы для Алджернона» (фр. Des fleurs pour Algernon) — телефильм режиссёра Давида Дельрие по произведению Дэниела Киза «Цветы для Элджернона».

## Сюжет
35-летний Шарль (Жюльен Буасселье) — умственно-отсталый уборщик в одной из школ Женевы. Однажды его опекун приводит его в местный научно-исследовательский институт, где под руководством профессора Немюра (Фредерик ван ден Дрише) удалось достичь значительных успехов в экспериментах по увеличению интеллекта: мышь по кличке Алджернон стала столь умной, что с одной попытки проходит лабиринт в поисках кусочка сыра. Шарль и его опекун согласны принять участие в эксперименте, и уже через несколько недель происходит существенное улучшение состояния подопытного. Его коэффициент умственного развития начинает расти буквально на глазах.

## В ролях
| Актёр                  | Роль                     |
| ---------------------- | ------------------------ |
| Жюльен Буасселье       | Шарль                    |
| Элен де Фужероль       | Алиса                    |
| Марианна Баслер        | Соня Бружер              |
| Фредерик ван ден Дрише | профессор Жан-Пьер Немюр |
| Оливье Перрье          | Перно                    |
| Франсуа Флоран         | Иван                     |
| Вероник Маттана        | мадам Колине             |
| Жан-Пьер Гос           | Карим                    |

## Награды и номинации
- 2007 — два приза «Золотая нимфа» фестиваля телевизионных фильмов в Монте-Карло: лучший фильм и лучший актёр (Жюльен Буасселье)